# Хрукалова, Зинаида Семёновна
Зинаида Семёновна Хрукалова (укр. Зінаїда Семенівна Хрукалова; 25 июня 1907, Новый Егорлык, Ставропольская губерния — 10 марта 1994, Днепропетровск) — советская украинская актриса. Народная артистка УССР (1951). Член КПСС с 1940 года.

## Биография
Окончила вокальный факультет Государственного музыкально-драматического института имени Н. В. Лысенко в Киеве (1929). Работала в Киевском театре имени Ивана Франко (1929—1932), Одесской драме им. Революции (1932—1933) и в Днепропетровском украинском драматическом театре имени Тараса Шевченко (1933—1963). Наиболее яркие театральные роли: Анна («Украденное счастье» Ивана Франко), Маруся («Маруся Богуславка» Михаила Старицкого), Мария Тюдор (в одноименной драме Виктора Гюго), Донна Анна («Каменный хозяин» Леси Украинки), Леди Мильфорд («Подвох и любовь» Шиллера), Комиссар («Оптимистическая трагедия» Вишневского).
В годы Великой Отечественной войны с 1942 по 1944 год Хрукалова возглавляла и выступала с фронтовой бригадой театра им. Шевченко на Калининском, Центральном, Западном и 3-м Украинском фронтах. В Днепропетровске актриса вела значительную общественную работу: неоднократно возглавляла профком театра, 36 лет возглавляла областную военно-шефскую комиссию, 25 лет управляла деятельностью Днепропетровского отделения Украинского театрального общества, 6 раз избиралась депутатом городского совета. Скончалась в Днепропетровске в 1994 году в возрасте 86 лет.
В 1996 году на доме в Днепропетровске, где жила актриса, была установлена мемориальная доска. С 2006 года решением Днепропетровского горсовета создана городская художественная премия имени Зинаиды Хрукаловой, которая вручается за лучшую женскую роль года ежегодно в Международный день театра.

## Роли в театре
- «Навеки вместе» Л. Д. Дмитерко — Ганна Золотаренко
- «Украденное счастье» И. Я. Франко — Анна
- «Маруся Богуславка» М. П. Старицкого — Маруся
- «Мария Тюдор» В. Гюго — Мария Тюдор
- «Каменный хозяин» Л. Украинки — донна Анна
- «Коварство и любовь» Шиллера — леди Мильфорд
- «Оптимистическая трагедия» В. В. Вишневского — Комиссар

## Награды и премии
- Сталинская премия третьей степени (1951) — за исполнение роли Ганны Золотаренко в спектакле «Навеки вместе» Л. Д. Дмитерко
- народная артистка УССР (1951)
- орден Отечественной войны II степени (18.4.1991)
- орден «Знак Почёта» (30.6.1951)[1]